# さくらねこ
さくらねこは、日本のイラストレーターである。長崎県在住。

## 作品リスト

### ライトノベル
- 俺はまだ、本気を出していない（三木なずな作、『ダッシュエックス文庫』集英社）
- 勤労魔導士が、かわいい嫁と暮らしたら?（空埜一樹作、『HJ文庫』ホビージャパン）
- 恋人にしようと生徒会長そっくりの女の子を錬成してみたら、オレが下僕になっていました（月見草平作、『一迅社文庫』一迅社）
- それがるうるの支配魔術（土屋つかさ作、『角川スニーカー文庫』角川書店）
- 聖剣士さまの魔剣ちゃん 〜孤独で健気な魔剣の主になったので全力で愛でていこうと思います〜（藤木わしろ作、『HJ文庫』ホビージャパン）
- 超人高校生たちは異世界でも余裕で生き抜くようです!（海空りく作、『GA文庫』ソフトバンククリエイティブ）
- mgmg!先輩と俺の悩ましき日常（葦原青作、『C★NOVELSファンタジア』中央公論新社）
- 優等生以上、フリョー未満な俺ら。（初美陽一作、『GA文庫』ソフトバンククリエイティブ）
- レイヤード・サマー（上月司作、『電撃文庫』アスキー・メディアワークス）
- 童貞を殺す異世界（須崎正太郎作、『ダッシュエックス文庫』集英社）

### イラスト
- ヴァイスシュヴァルツ
- カードファイト!! ヴァンガード「綺羅の歌姫」
- テレビアニメ バミューダトライアングル 〜カラフル・パストラーレ〜 第3話エンドカード